# E-peil
Het E-peil wordt in België gebruikt en in de Vlaamse regelgeving over energieprestatie en binnenklimaatnorm (EPB) toegepast om het energieverbruik van een woning of kantoor aan te geven. Hoe lager het E-peil, hoe energiezuiniger het gebouw.
Voor bouwvergunningen die worden aangevraagd in Vlaanderen moest sinds januari 2014 het E-peil onder de E60 liggen en sinds 2016 onder de E50. Sinds 2021 moet het E-peil voor nieuwbouwwoningen E30 of lager zijn.

## Berekenen van het E-peil
Het E-peil wordt berekend met de EPB-software uitgegeven door het Vlaams Energie Agentschap (VEA) en moet opgesteld worden door een EPB-verslaggever. Er wordt van uitgegaan dat een gebouw het hele jaar door op 18°C moet gehouden worden. Op basis hiervan wordt er berekend hoeveel energie men per maand nodig heeft voor verwarming en koeling. Verder wordt er ook berekend hoeveel energie men per maand nodig heeft voor het opwekken van warm tapwater en het laten werken van pompen en ventilatoren. Uiteindelijk wordt alle nodige energie samengeteld en deze som wordt gedeeld door een referentie E-peil om het E-peil te bekomen.
Voor kantoorgebouwen wordt er geen rekening gehouden met het energieverbruik voor warm tapwater maar wel voor het energieverbruik voor verlichting 

## Procedure
Voor de start van de werken wordt er een voorlopige berekening gemaakt waarin onderzocht wordt of de plannen voldoen aan de EPB-norm. Als dit zo is wordt er een startverklaring opgesteld en mag men beginnen met de bouwwerkzaamheden. Nadat de werken voltooid zijn controleert de EPB-verslaggever of het gebouw ook gebouwd is zoals op het plan werd aangegeven en doet indien nodig enkele aanpassingen in de voorlopige berekening. Hierna wordt door de EPB-verslaggever het EPB-certificaat opgesteld. Dit is een bewijs dat het gebouw aan alle EPB-normen voldoet.

## Wetgeving
De Vlaamse overheid legt regels op waaraan men moet voldoen. Men streeft naar een E-peil van E30 in 2021. Daarvoor gelden reeds volgende richtlijnen  voor bouwaanvragen: 
- E100 (of lager) sinds 1 januari 2006
- E80 (of lager) sinds 1 januari 2010
- E70 (of lager) sinds 1 januari 2012
- E60 (of lager) sinds 1 januari 2014
- E50 (of lager) sinds 2016
- E40 (of lager) sinds 2018
- E35 (of lager) sinds 2020
- E30 (of lager) sinds 2021[2]

In Wallonië is E80 verplicht sinds september 2011.

### Boetes
Als men niet voldoet aan de EPB-normen neemt de EPB-verslaggever dit op in de EPB-berekening die naar het VEA wordt doorgestuurd. De bouwheer zal daarop door het VEA gecontacteerd worden om de boete te betalen.
Boetes voor te weinig isolatie zijn tot drie maal zo groot als de isolatie die men te weinig heeft geplaatst. Als men te weinig ventilatie debiet voorziet is de boete ongeveer gelijk aan de kost van de extra ventilatie die men had moeten voorzien.
Boetes kunnen hoog oplopen en kunnen best vermeden worden.

## Invloedsfactoren
Het E-peil wordt vooral bepaald door:
- Het S-peil, de vervanger van het K-peil welk vroeger werd gebruikt, maar nu enkel nog voor industriegebouwen wordt berekend.
- De ventilatie
- Het verwarmingssysteem
- De luchtdichtheid van het gebouw
- Oververhitting in de zomer
- Het elektrisch verbruik van de pompen die water laten circuleren en de ventilatoren van het ventilatiesysteem.
- Warm tapwater (enkel voor woningen)
- Verlichting (enkel voor kantoren)